# خالد الريامي
خالد الريامي (مواليد 17 مارس 1985) لاعب كرة قدم إماراتي يجيد اللعب في الدفاع.
لعب في نادي دبا الحصن ونادي دبا الفجيرة ونادي الرمس.

## روابط خارجية
- خالد الريامي على موقع Soccerway.com (الإنجليزية)